# Lohrmann (Mondkrater)
Lohrmann ist ein Einschlagkrater auf der westlichen Mondvorderseite am Rand des Oceanus Procellarum, südlich des Kraters Hevelius und nördlich von Grimaldi.
Der Kraterrand ist unregelmäßig und erodiert, der Kraterboden relativ eben.
| Buchstabe | Position          | Durchmesser | Link |
| --------- | ----------------- | ----------- | ---- |
| A         | 0,75° S, 62,76° W | 12 km       |      |
| B         | 0,75° S, 69,52° W | 14 km       |      |
| D         | 0,11° S, 65,24° W | 11 km       |      |
| E         | 1,76° S, 67,54° W | 12 km       |      |
| F         | 1,4° S, 69,2° W   | 11 km       |      |
| M         | 0,5° S, 68,98° W  | 7 km        |      |
| N         | 0,62° S, 70,17° W | 8 km        |      |

Der Krater wurde 1935 von der IAU nach dem deutschen Selenographen Wilhelm Gotthelf Lohrmann offiziell benannt.